# Драган Чович
Драган Чович (хорв. Dragan Čović; нар. 20 серпня 1956, Мостар) — боснійський хорватський підприємець і політичний діяч. Лідер Хорватської демократичної співдружності з 2005 року. Член Палати народів з 9 червня 2011 до 17 листопада 2014 та з 16 лютого 2019 року.

## Політична діяльність
З 1998 року обіймав посади міністра фінансів та віцепрем'єра уряду країни. 5 жовтня 2002 був обраний членом Президії Боснії і Герцеговини у складі третього етнітету від хорватів. У червні 2003 — лютому 2004 року займав пост голови Президії («колективного голови держави») від хорватської громади. 29 березня 2005 року був усунутий від обійманої посади Верховним представником Педді Ешдауном за звинуваченням у фінансових злочинах та зловживанні владними повноваженнями. На час слідчих заходів за рішенням Державного суду Боснії і Герцеговини деякий час після відставки провів в ув'язненні. Згодом звинувачення було знято.